# Samuel Story
Samuel Story (Maasbommel, 2 ottobre 1752 – Cleves, 8 gennaio 1811) è stato un ammiraglio olandese, protagonista del così detto incidente di Vlieger. Dopo la capitolazione della flotta fu condannato in contumacia all'esilio a vita pena la decapitazione.

## Biografia
Nacque a Maasbommel il 2 ottobre 1752. Nel 1770 entrò nella marina della Repubblica delle Sette Province Unite assegnato all'Ammiragliato di Rotterdam. Il 5 luglio 1774 divenne tenente a bordo della corvetta Orangezaal da 20 cannoni. Promosso capitano tenente, nel 1781 ebbe il suo primo comando, la fregata da 36 cannoni Jason, e nel 1793, divenuto capitano, assunse il comando della fregata da 40 cannoni Pollux di base a Hellevoetsluis.
Nel rigido inverno del 1794-1795 le navi della Marina olandese presenti nella rada di Hellevoetsluis rimasero bloccate nel ghiaccio sul fiume Mosa. Il suo ufficiale in comando, il contrammiraglio Pieter Melvill van Carnbee, lo nominò comandante della base navale e dello squadra ivi presente. Gli eserciti della Repubblica francese avevano invaso i Paesi Bassi nel corso della guerra della Prima Coalizione. Le truppe francesi avanzarono velocemente, senza incontrare molta resistenza. Il comandante in capo della Marina olandese, il tenente-ammiraglio Jan Hendrik van Kinsbergen gli ordinò di non opporre resistenza. Il 3 gennaio rilasciò e armò 600 prigionieri di guerra francesi che erano stati incarcerati nella sua base, e in questo modo si assicurò la base per la proclamazione della Repubblica Batava, avvenuta poco dopo.
Nel febbraio 1795 gli Stati generali della Repubblica Batava lo nominarono membro di una commissione, presieduta da Henricus Aeneae, che doveva riferire sullo stato della flotta e delle basi navali. La commissione concluse ben presto che lo stato della marina era disastroso e che molte navi necessitavano di ampie riparazioni per tornare operative. Tale rapporto, presentato il 27 maggio, fu la base di un vasto programma di costruzioni navali avviato nel 1795-1796.
La nuova flotta olandese fu messa alla prova per la prima volta nel corso della battaglia di Camperdown del 1797. Durante questa battaglia egli comandò la divisione delle fregate bataviane come contrammiraglio a bordo del vascello da 74 cannoni Staaten Generaal. Questa nave venne incendiata per due volte, e per due volte il fuoco venne spento, con la nave che andò alla deriva sottovento, rendendole impossibile ricongiungersi alla linea di battaglia. La mattina del 12 ottobre la Staaten Generaal riparò a Texel con il resto della flotta batava.
In ogni caso, la battaglia fu notevole per la nuova tattica impiegata dall'ammiraglio britannico Adam Duncan, imbarcato sulla Venerable, che prevedeva di sfondare la linea olandese, invece di navigare parallelamente ad essa (come erano le solite tattiche fino ad allora). La linea di fila olandese fu spezzata appena prima della Staaten Generaal.
Nel 1798 gli alleati francesi chiesero alla Repubblica Batava di partecipare a una spedizione di soccorso alla rivolta irlandese del 1798. A Texel venne allestita una squadra navale sotto il suo comando, ma la spedizione olandese in Irlanda fu annullata e la squadra venne successivamente reindirizzata verso le Indie orientali olandesi su richiesta del Comitato per il commercio delle Indie orientali del governo batavo.
La squadra doveva scortare un corpo di spedizione di 5.000 soldati sotto il comando del generale Herman Willem Daendels che doveva essere anche il comando generale della spedizione. Egli fu promosso temporaneamente al grado di viceammiraglio, ma a causa delle forti voci su un previsto attacco anglo-russo alla Repubblica nell'estate del 1799 portarono all'annullamento di questa spedizione.
Quando l'Invasione anglo-russa dell'Olanda si materializzò nell'agosto 1799, egli era ancora al comando della squadra di Texel, con il grado di contrammiraglio, alzando la sua insegna sul vascello da 74 cannoni Washington. La cospirazione di un certo numero di ufficiali sotto il suo comando, fedeli all'ex statholder Guglielmo V, portarono all'incidente di Vlieter in cui la squadra navale al suo comando si arrese senza combattere alle navi britanniche al comando dell'ammiraglio Andrew Mitchell a causa di un ammutinamento a bordo delle navi olandesi.
Dopo la capitolazione del 30 agosto 1799 egli fu fatto prigioniero di guerra rimanendovi fino al 1802, quando fu firmato il Trattato di Amiens. Nel frattempo il governo batavo lo aveva processato in contumacia, e per questo motivo non osò tornare nella Repubblica, cercando invece di condurre la sua difesa dall'estero. Lasciò la Gran Bretagna, dove non si sentiva al sicuro in quanto fedele sostenitore della fazione dei patrioti e trasferì a Brema nell'ottobre 1802.
Il 16 gennaio 1804 lo Hoge Militaire Vierschaar ("Alto tribunale militare") lo condannò per inadempienza, codardia e slealtà, condannandolo all'esilio a vita, pena la decapitazione. Dopo questa dura condanna, trascorse il resto della sua vita cercando di essere riabilitato. Nel 1805 pubblicò una difesa sotto forma di un libro che faceva parte di un'autobiografia. Morì in esilio a Cleves l'8 gennaio 1811. Non riuscì ad ottenere la riabilitazione, principalmente perché morì prima della restaurazione al potere del leader della fazione orangista, Guglielmo I dei Paesi Bassi . Altri "ammutinati", come Theodorus Frederik van Capellen furono riabilitati dal nuovo re, ma questo non fu esteso a Story perché non poteva chiedere personalmente la riabilitazione.